# 森雄太
森 雄太（もり ゆうた、2000年10月1日 - ）は、福岡県北九州市出身の視覚障害の陸上競技選手。中距離走、長距離走。パラ陸上競技クラスはT13。高稜高等学校を卒業。現在は北九州市視覚特別支援学校に通いながら、北九州アスリートクラブに所属。身長168cm、体重55kg。

## 経歴
2019年、スイスで行われた世界パラ陸上競技ジュニア選手権大会に(T11-13、U-20)400m、1500mで日本代表に選出され、1500mで4分46秒07で3位に入り、銅メダルを獲得した。スタートから積極的に走り、インドの2選手に抜かれたが、3位をキープした。「後半のスタミナ不足と最後まで粘り切れなかった。世界の選手たちと走れることはなかなか無いことなので今後につなげていきたい」とコメントした。